# Chaetodon reticulatus
Espèce
Statut de conservation UICN

 DD  : Données insuffisantes
Chaetodon reticulatus est une espèce de poissons de la famille des Chaetodontidae.